# Route 535 (Nouveau-Brunswick)
Pour les articles homonymes, voir Route 535.
La route 535 est une route locale du Nouveau-Brunswick située dans le sud-est de la province, dans le comté de Kent, juste au sud de Bouctouche. Elle mesure 27 kilomètres, et est pavée sur toute sa longueur.

## Tracé
Elle débute à Notre-Dame, sur la route 115, environ 5 kilomètres au sud de Saint-Antoine. Elle commence par suivre la rive nord de la rivière Cocagne, puis après avoir croiser la route 11, elle croise la route 134 près de Cocagne, puis elle commence à suivre le détroit de Northumberland. Elle traverse plusieurs villages alors qu'elle suit la côte, tel que Côte-d'Or, Cormierville, Bar-de-Cocagne et Saint-Thomas-de-Kent. Elle bifurque finalement vers l'ouest pour rejoindre Saint-François-de-Kent, où elle se termine sur la route 134. 

## Intersections principales
| route 535       |                        |    |                                    |                          |
| Comté           | Location               | km | Intersection/Destinations          | Notes                    |
| Comté de Kent   | Notre-Dame             | 0  | R-115, Saint-Antoine, Moncton      | extrémité sud de la 535  |
| Comté de Kent   | Cocagne-Nord           | 7  | R-11, Shédiac, Moncton, Miramichi  | sortie 15 de la 11       |
| Comté de Kent   | Cocagne                | 9  | R-134, Shédiac, Desprès-Village    |                          |
| Comté de Kent   | Saint-François-de-Kent | 27 | R-134, Bouctouche, Desprès-Village | extrémité nord de la 535 |
| Bleu: Échangeur |                        |    |                                    |                          |